# Frontline: Kursk
Frontline: Kursk – komputerowa strategiczna gra czasu rzeczywistego wyprodukowana przez rosyjskie studio Nival oraz wydana przez Paradox Interactive na platformę PC 20 marca 2007.

## Fabuła
Akcja gry została osadzona w trakcie bitwy na łuku kurskim pomiędzy III Rzeszą a Związkiem Radzieckim podczas II wojny światowej.

## Rozgrywka
Gra została podzielona na dwie kampanie dla Związku Radzieckiego i III Rzeszy. W grze zawartych zostało około 120 jednostek.
W grze zwarty został tryb gry wieloosobowej umożliwiający grę w sieci lokalnej lub przez Internet.
Gra została oparta na ulepszonym silniku graficznym Enigma Engine z serii gier Blitzkrieg.